# Parafia Trójcy Świętej w Łobżenicy
Parafia pw. Trójcy Świętej w Łobżenicy – rzymskokatolicka parafia w dekanacie Łobżenica diecezji bydgoskiej.
Parafia była erygowana w 1141 roku. Mieści się przy kościele pierwotnie późnogotyckim z przełomu XV i XVI wieku, przebudowanym w 1662 roku w stylu barokowym, następnie rozbudowanym w latach 1931–1932.